# Championnats d'Europe d'haltérophilie 1995
Navigation
Édition précédente Édition suivante
Les championnats d'Europe d'haltérophilie 1995, soixante-quatorzième édition des championnats d'Europe d'haltérophilie, ont eu lieu en 1995 à Varsovie, en Pologne.